# The Adventures of Mimi (DVD)
The Adventures of Mimi — седьмой DVD-диск американской поп/R&B-певицы Мэрайи Кэри, который содержит запись выступления, данного в рамках концертного тура 2006 года The Adventures of Mimi Tour. Он был издан на носителе Blu-Ray 15 апреля. Новый выпуск с двумя DVD дисками был издан 16 апреля 2008 в Японии. Также издание Deluxe Edition, состоящее из трёх DVD, было выпущено 15 апреля 2008.

## История
Концерт записан в ходе тура The Adventures of Mimi Tour в 2006 году. Запись проходила в Honda Center, Анахайм, Калифорния, 8 октября 2006 года. Это первый DVD-релиз Мэрайи со времён выхода «#1’s» — сборника видеоклипов певицы.

## Список композиций
Диск 1
1. «It’s Like That»
2. «Heartbreaker» (Remix / Оригинальная версия)
3. «Dreamlover» (Remix Juicy/Notorious B.I.G.)
4. «My All»
5. «Shake It Off»
6. «Vision of Love»
7. «Fly Like a Bird»
8. «I'll Be There» (дуэт с Trey Lorenz)
9. «Fantasy»
10. «Don't Forget About Us»
11. «Always Be My Baby»
12. «Honey»
13. «I Wish You Knew» (отрывок)
14. «Can’t Let Go» (отрывок)
15. «One Sweet Day» (при участии Boyz II Men)
16. «Hero»
17. «Make It Happen»
18. «We Belong Together»
19. «Fly Away (Butterfly Reprise)»

Бонус приложение:
1. «Jukebox Function»
2. «Backstage»

Диск 2
1. «The Adventures of Mimi Tour Documentary»
2. «Lovers and Haters»
3. «Karaoke-Style Feature»

## Позиции в чартах
| Страна                    | Высшее место | Продажи  | Сертификация       |
| ------------------------- | ------------ | -------- | ------------------ |
| США                       | 1 (2 недели) | 100,000  | 2x Платиновый диск |
| Франция                   | 1            |          |                    |
| Испания                   | 1            |          |                    |
| Греция                    | 1            |          |                    |
| Бразилия                  | 1 (4 недели) | 25,000   | Золотой диск       |
| Великобритания            | 1            |          |                    |
| Австралия                 | 1            |          |                    |
| Тайвань                   | 1 (2 недели) |          |                    |
| Объединённый мировой чарт | -            | 150,000+ |                    |

- Первые 6000 (AA0006000) копий DVD-концерта были проданы в Бразилии в течение 5 дней из-за высокого спроса. Universal Music сообщила что они сделают все возможное, чтобы привезти больше копий концерта в магазины страны. Вторая волна продаж в Бразилии продолжалась до середины января, пока не были проданы все 5000 новых дисков. Третий период продаж DVD был подготовлен лейблом и диски были во всех магазинах страны и было продано 7000 копий. К концу февраля DVD «The Adventires of Mimi» получил сертификацию от «ABPD» — золотой диск, с продажами в 25 000 копий. Если продажи альбома достигнут 50 000 копий, то альбом получит платиновую сертификацию.
- В Азии DVD-концерт занимал первое место в чартах «DVD/VCD» в течение двух недель. В Японии DVD занял первое место по продажам в чарте HMV Sales Chart!
- «Soundscan» подтвердил, что за декабрь было продано 36 160 копий в США[7]. DVD «The Adventures of Mimi» получил платиновую сертификацию RIAA[8].